# متنزه شلالات نياجرا الحكومي
متنزه شلالات نياجرا الحكومي هو  متنزه حكومي في مدينة شلالات نياجرا في مقاطعة نياجرا، نيويورك،الولايات المتحدة. ويحتوي المتنزه المعترف بها على أنها أقدم متنزه حكومي في الولايات المتحدة، على الشلالات الأمريكية، وشلالات برايدل فيل، وجزء من شلالات حدوة الحصان (المعروفة أيضًا باسم الشلالات الكندية).

## تاريخ

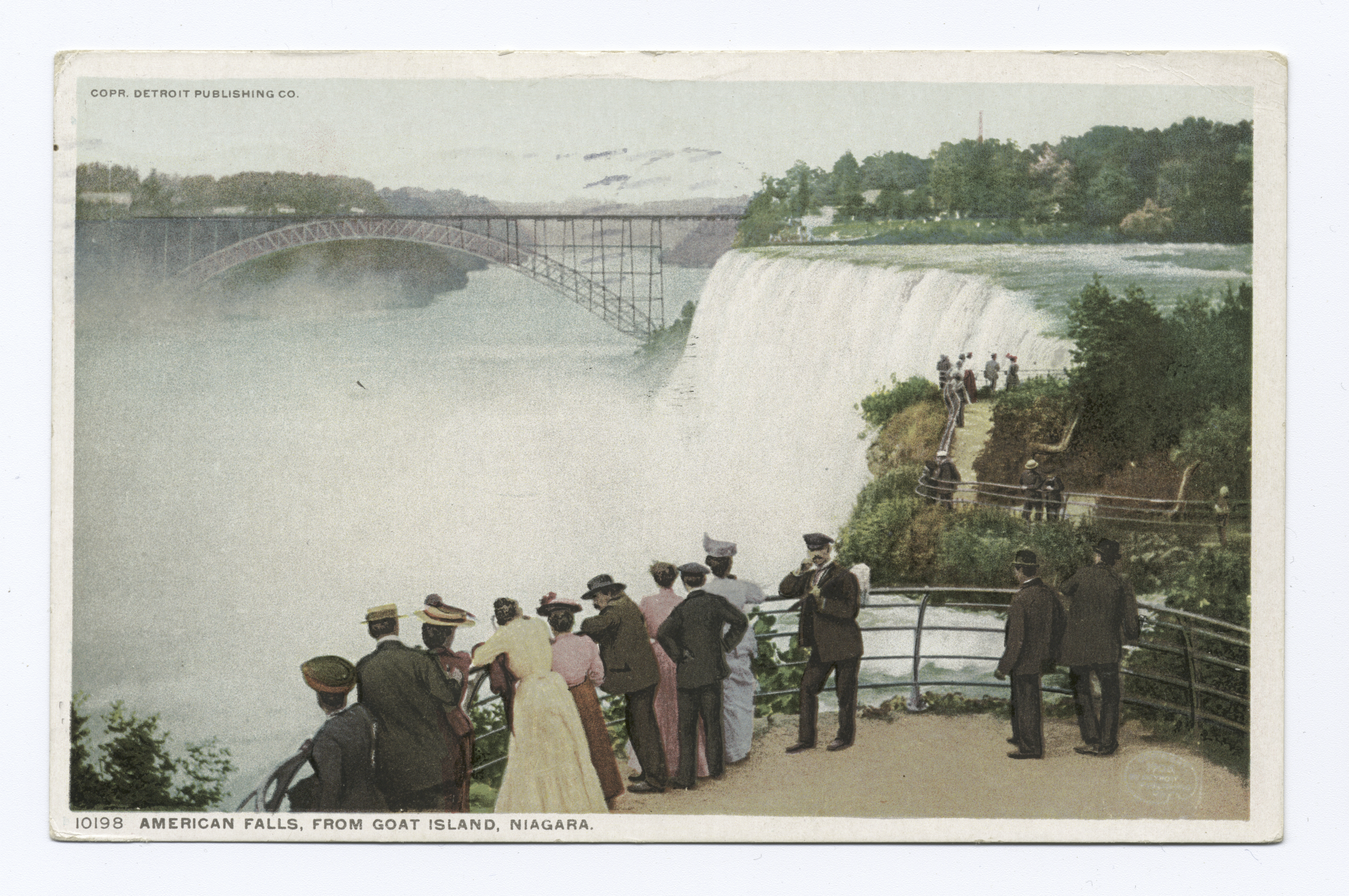
بطاقة بريدية من عام 1898 تُظهر منظرًا للشلالات الأمريكية من جزيرة الماعز

قبل ان تتم حمايته كانت الأراضي المحيطة بشلالات نياجرا على جانبي النهر تخضع إلى حد كبير لسيطرة المصالح الخاصة، وكان الوصول العام إلى الشلالات محدودًا. بدأ مهندس المناظر الطبيعية فريدريك لو أولمستيد، وهو من اوائل ابطال حدود الشلال، في الدعوة إلى الحفاظ عليها في ستينيات القرن التاسع عشر. في عام1879، بناءً على طلب من المجلس التشريعي لولاية نيويورك، ساعد أولمستيد ومساح الولاية جيمس ت. هدف. وأعقب التقرير حملة دعائية وعريضة ساعدت في لفت انتباه الجمهور.
أسس أولمستيد وآخرون جمعية شلالات نياجرا في عام 1883،وهي مجموعة تهدف إلى الضغط على نيويورك للحصول على الشلالات وحمايتها من الاستغلال الخاص. نجحت جهودهم في وقت لاحق من ذلك العام عندما، في 30أبريل1883،تم التوقيع على مشروع قانون يجيز «اختيار وموقع ومصادرة أراضي معينة في قرية شلالات نياجرا من أجل محمية حكومية» ليصبح قانونًا من قبل الحاكم آنذاك غروفر كليفلاند. أدى القانون إلى إنشاء محمية نياجرا في عام 1885. برز عضو مجلس ولاية نيويورك، توماس فنسنت ويلش،بشكل بارز في توقيع القانون ، وعمل كأول مشرف على المتنزه لمدة 18 عامًا من إنشائها حتى عام 1903.
يُزعم أن متنزه شلالات نياجرا الحكومي انه أقدم متنزه حكومي يعمل باستمرار في الولايات المتحدة وأول متنزه تم إنشاؤه عبر مجال بارز.
كان الدافع لحماية السقوط وتحسين إمكانية الوصول إلى الجمهور دوليًا؛ تم تعزيز الضغط المبكر لإنشاء المتنزه من خلال خطط مماثلة تم اقتراحها لجانب أونتاريو من نهر نياجرا. على الرغم من أن خطط إنشاء متنزه دولية لم تؤت ثمارها، إلا أن العمل على إنشاء المتنزه تحت سلطة مقاطعة أونتاريو بدأ في عام1885،مع إنشاء لجنة حدائق نياجرا. تم إنشاء متنزه شلالات الملكة فيكتوريا نياجرا، المعروفة اليوم باسم متنزه الملكة فيكتوريا، في عام1887.
تم إنجاز التصميم المبكر لمحمية نياجرا من قبل أولمستيد والمهندس المعماري كالفيرت فو.أكمل الفريق تصميماتهم في عام 1887،مع التركيز على تحسين الوصول العام مع الحفاظ على العناصر الطبيعية والمناظر مع استبعاد مناطق الجذب التجارية والمنتجعات.
تم إعلان محمية نياجرا كمعلم تاريخي وطني أمريكي في عام1963.إنه عنصر مساهم رئيسي في منطقة التراث الوطني لشلالات نياجرا.
تم الانتهاء من تجديد مرافق المتنزه بمبلغ 44 مليون دولار في عام2003. ركز العمل على تحسينات برج المراقبة في المتنزه ومركز الزوار والجسور والممرات والبنية التحتية الأخرى.
في عام2007، تم تسمية متنزه شلالات نياجرا بالعاشر أجمل بقعة في أمريكا من قبل عرض اليوم.

## مرافق المتنزه

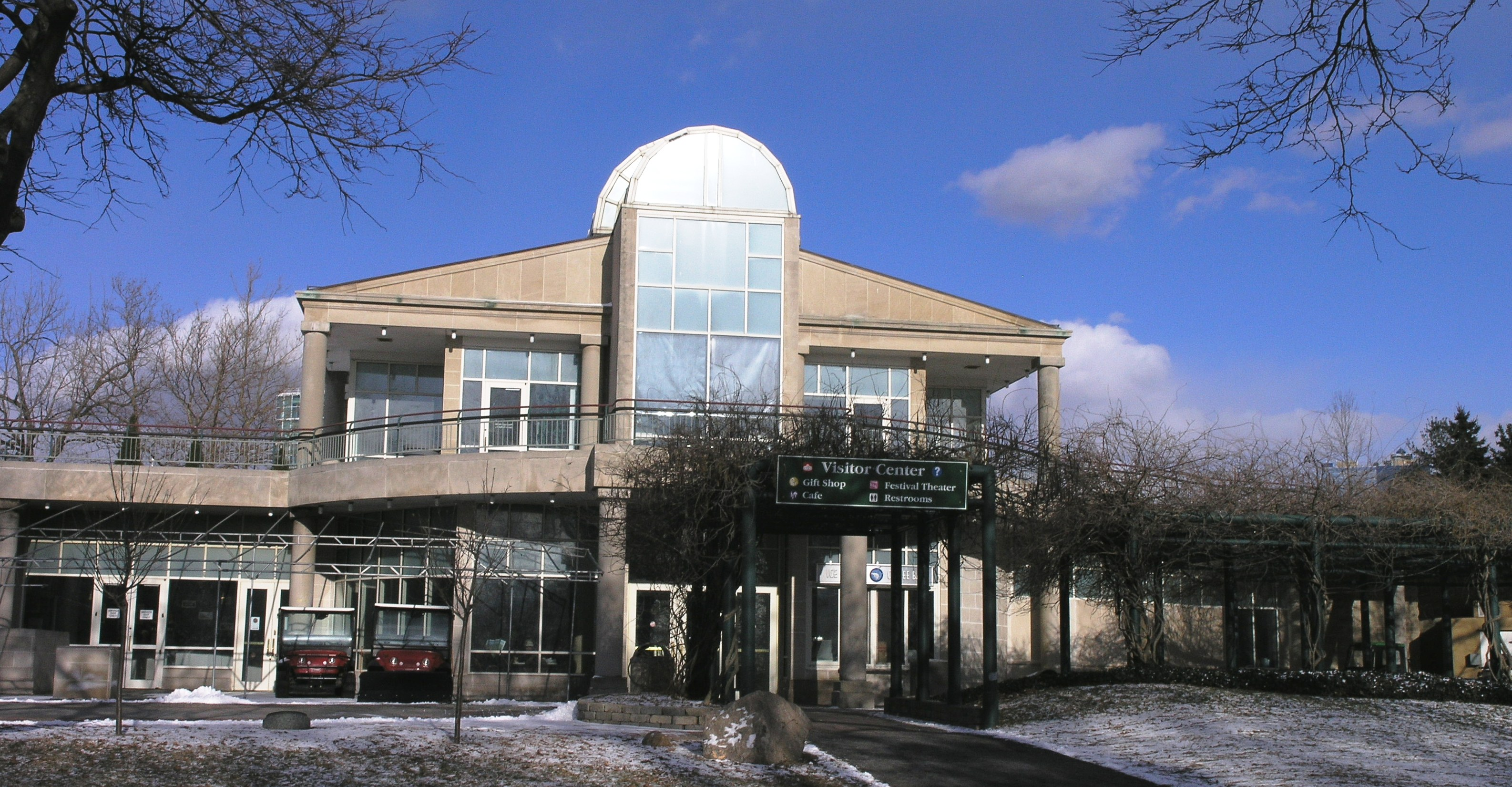
مركز زوار متنزه نياجرا فولز ستيت

بالإضافة إلى إطلالاتها على الشلالات الأمريكية وشلالات برايدال فيل والشلالات الكندية،يطل المتنزه على مضيق نياجرا وتسمح بالوصول إلى زوارق خادمة الضباب وكهف الرياح وجزيرة الماعز وبرج بروسبكت بوينت للمراقبة وتمثال نيكولا تيسلا وفيلم آيماكس نياجرا:المعجزات والأساطير والسحر الذي يُعرض في مسرح نياجرا أدفينتشر. 
يوفر المتنزه أيضًا متحفًا وامتيازًا للمطاعم ومسرحًا للسينما ومتجرًا للهدايا وألعابًا نارية ومسارات للمشي لمسافات طويلة وطبيعية وطاولات نزهة وبرامج ترفيهية وصيد الأسماك. يتوفر مطعم قمة الشلالات، في جزيرة الماعز المطل على شلالات حدوة الحصان،داخل المتنزه أيضًا.

## روابط خارجية
- New York State Parks: Niagara Falls State Park
- Niagara Falls State Park